# Błędziszki
Błędziszki (niem. Blindischken, 1938–1945 Wildwinkel) – wieś w Polsce położona w województwie warmińsko-mazurskim, w powiecie gołdapskim, w gminie Dubeninki.
W latach 1975–1998 miejscowość administracyjnie należała do województwa suwalskiego.